# Коллектор (геология)

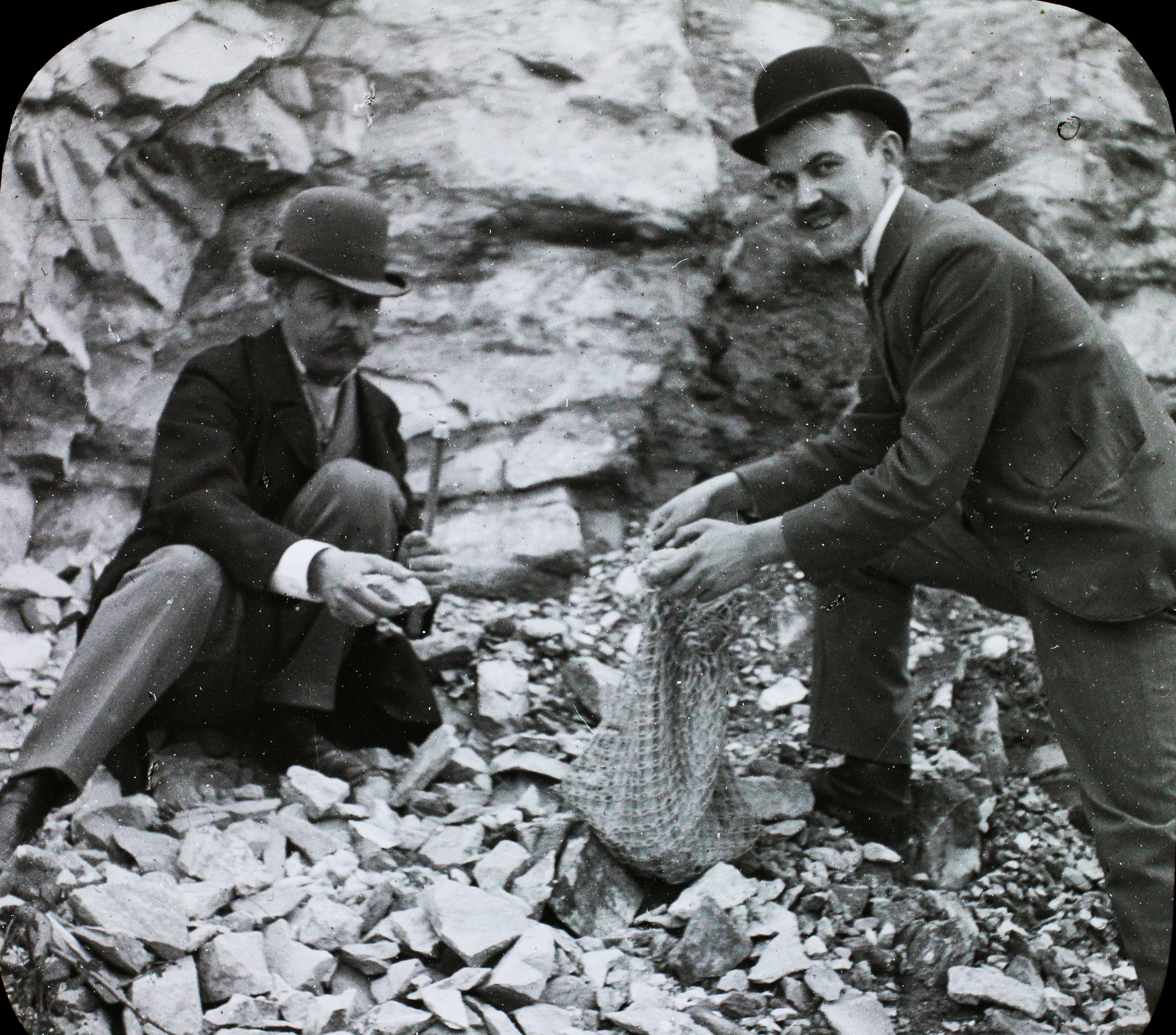
Коллектор помогает геологу

Коллектор — устаревшее название низшей технической должности в геологической партии употребимое в советское время, современное наименование «техник-геолог». Из-за минимальных требований к квалификации, работа коллектора была востребована у студентов и не-специалистов. Выделялись должности младшего и старшего коллектора.

## Работа коллектора
В обязанности коллектора входило документирование кернов скважин, полевое определение минералов, построение стратиграфических колонок и разрезов. Также коллекторы описывали и зарисовывали обнажения, отбирали образцы горных пород, опробовали выходы полезных ископаемых, искали и документировали окаменелости, руководили горнопроходческими работами для получения искусственных обнажений, заверяли геофизические аномалии, вели привязку выработок и табель работ, дешифрировали аэрофотоснимки.